# Jan Mankes
Jan Mankes (Meppel, 15 augustus 1889 – Eerbeek, 23 april 1920) was een Nederlands kunstschilder en graficus.

## Leven
Jan Mankes werd op 15 augustus 1889 geboren te Meppel als zoon van Beint Mankes, rijksambtenaar bij de belastingdienst en Jentje Hartsuiker. Hij ging in 1902 naar de hbs in Meppel, maar hield dat voor gezien toen het gezin in 1904 naar Delft verhuisde. In die periode werkte hij als leerling bij de glasschilder J.L. Schouten en volgde hij een avondopleiding aan de Academie voor Beeldende Kunsten in Den Haag. Hij begon met het schilderen van vogels en nesten in de duinen van Den Haag en omgeving. Van 1909 tot 1915 woonde Mankes met zijn ouders in Het Meer, een buurtschap gelegen tussen Heerenveen en de dorpjes Benedenknijpe en Bovenknijpe. Hier ontwikkelde hij zijn liefde voor de natuur verder en maakte hij veel van zijn beste werken. Een van zijn topstukken is het schilderij van de Woudsterweg. Langs deze weg, gelegen tegenover het huis van zijn ouders, liep hij dagelijks naar Oranjewoud.
In 1913 leerde hij Anne Zernike kennen, een theologe en de eerste vrouwelijke predikant van Nederland, in Bovenknijpe. Hij trouwde in 1915 met haar, waarna ze een tijdje in Den Haag woonden. In september 1916 verhuisden ze naar Eerbeek in Gelderland, omdat ze dachten dat die bosrijke omgeving goed zou zijn voor Mankes, die inmiddels aan tuberculose leed. In deze periode woonde hij ook vijf maanden in pension Carpe Diem in Nunspeet. In 1918 werd hun zoon Beint geboren, vernoemd naar Jans vader. Mankes was erg ziek en lag veel in bed; wanneer het iets beter ging werkte hij onafgebroken. In 1920 overleed hij aan zijn ziekte, toen hij 30 jaar oud was. Hij werd begraven in Eerbeek.

## Werk
Mankes liet een oeuvre na van zo'n 150, met name kleine, schilderijen, ongeveer 100 tekeningen en zo'n 50 prenten. In meer dan de helft van zijn werk is de natuur het belangrijkste onderwerp. Daarnaast maakte hij zelfportretten, portretten (met name van zijn vader, zijn moeder en zijn vrouw), stillevens, landschappen en interieurs. Mankes exposeerde al veel gedurende zijn leven en werd zeer gewaardeerd.
In het begin schilderde Mankes vooral donkere vogels in donkere tinten, later ook licht gekleurde, met name witte dieren zoals hanen en konijnen. De Haagse kunstverzamelaar en sigarenfabrikant Aloysius Pauwels was zijn mecenas en die stuurde hem naast materialen ook vaak bijzondere vogels die hij kon schilderen.
Zijn werk kenmerkt zich met name door een zekere stilte. In 1923 noemt Richard Roland Holst Mankes Hollands meest verstilde schilder. Deze stilte wordt veroorzaakt door evenwichtige composities en ingetogen kleurgebruik, alsmede een nauwelijks zichtbare penseelstreek.
Zijn werk was onder meer tentoongesteld in het Scheringa Museum voor Realisme. De Mankes-collectie van dat museum is vanaf voorjaar 2015 ondergebracht in museum MORE dat gevestigd is in het (daartoe uitgebreide en geheel verbouwde) voormalige gemeentehuis van het Gelderse Gorssel.

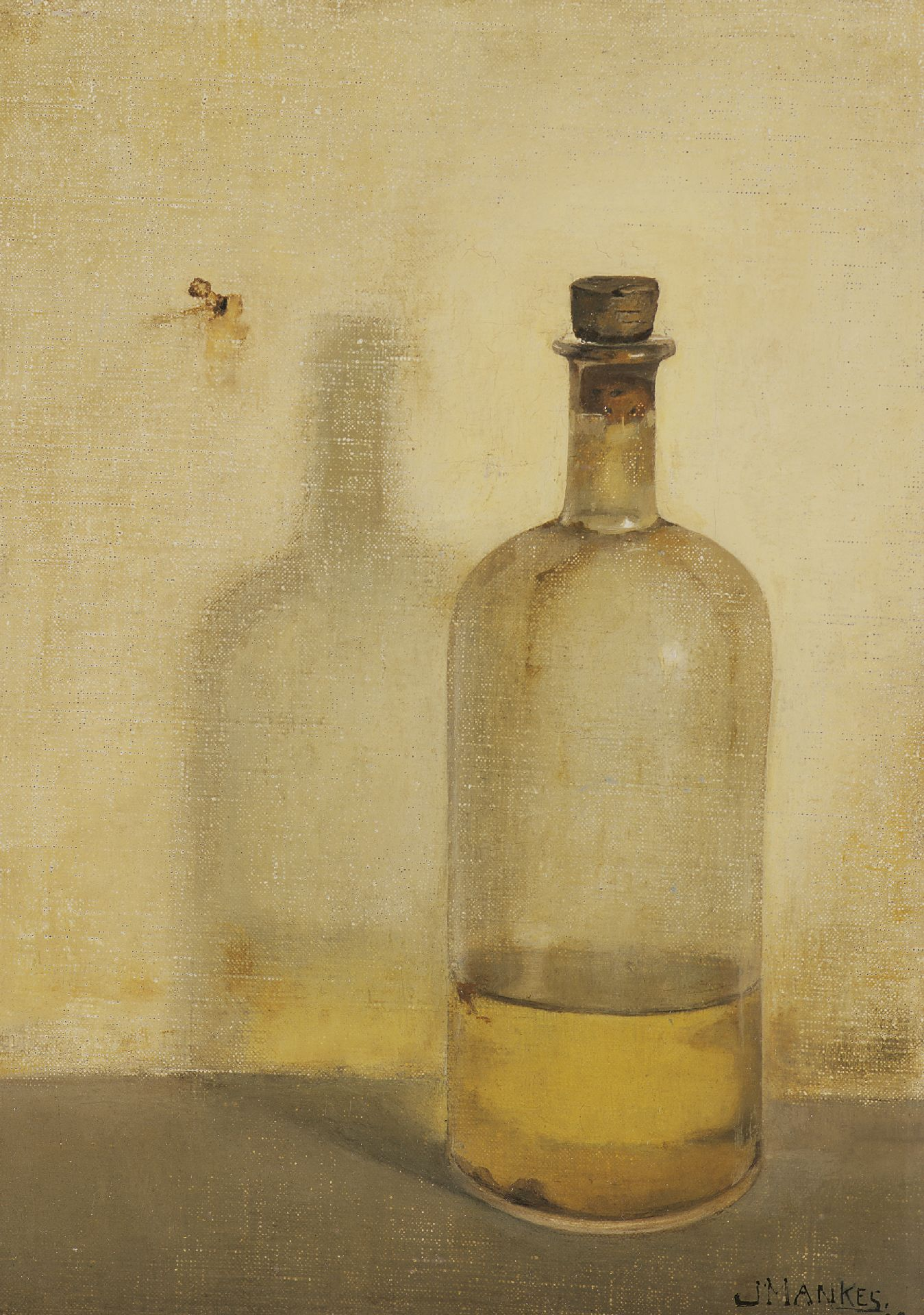
Olieflesje (1909)
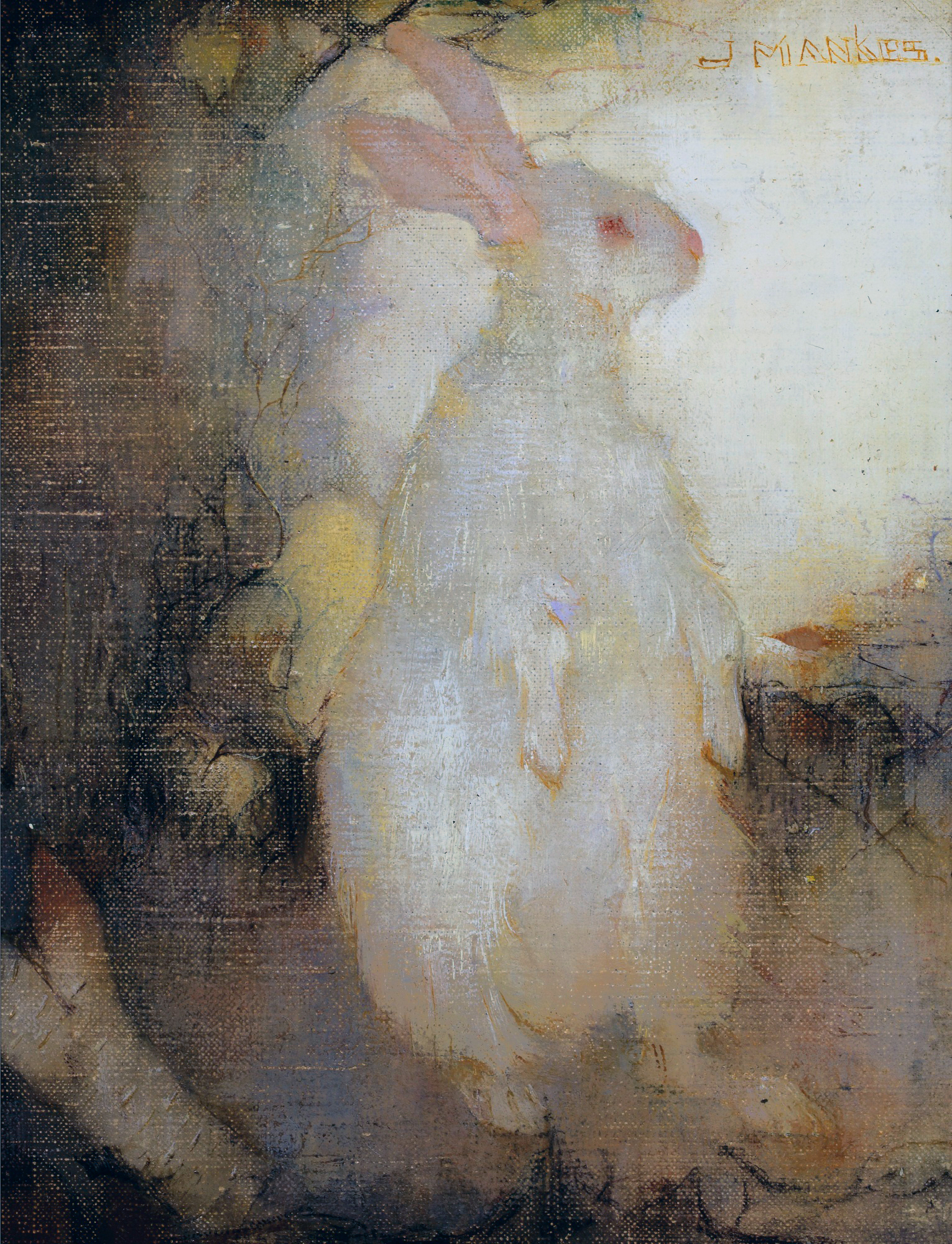
Wit konijn (1910)
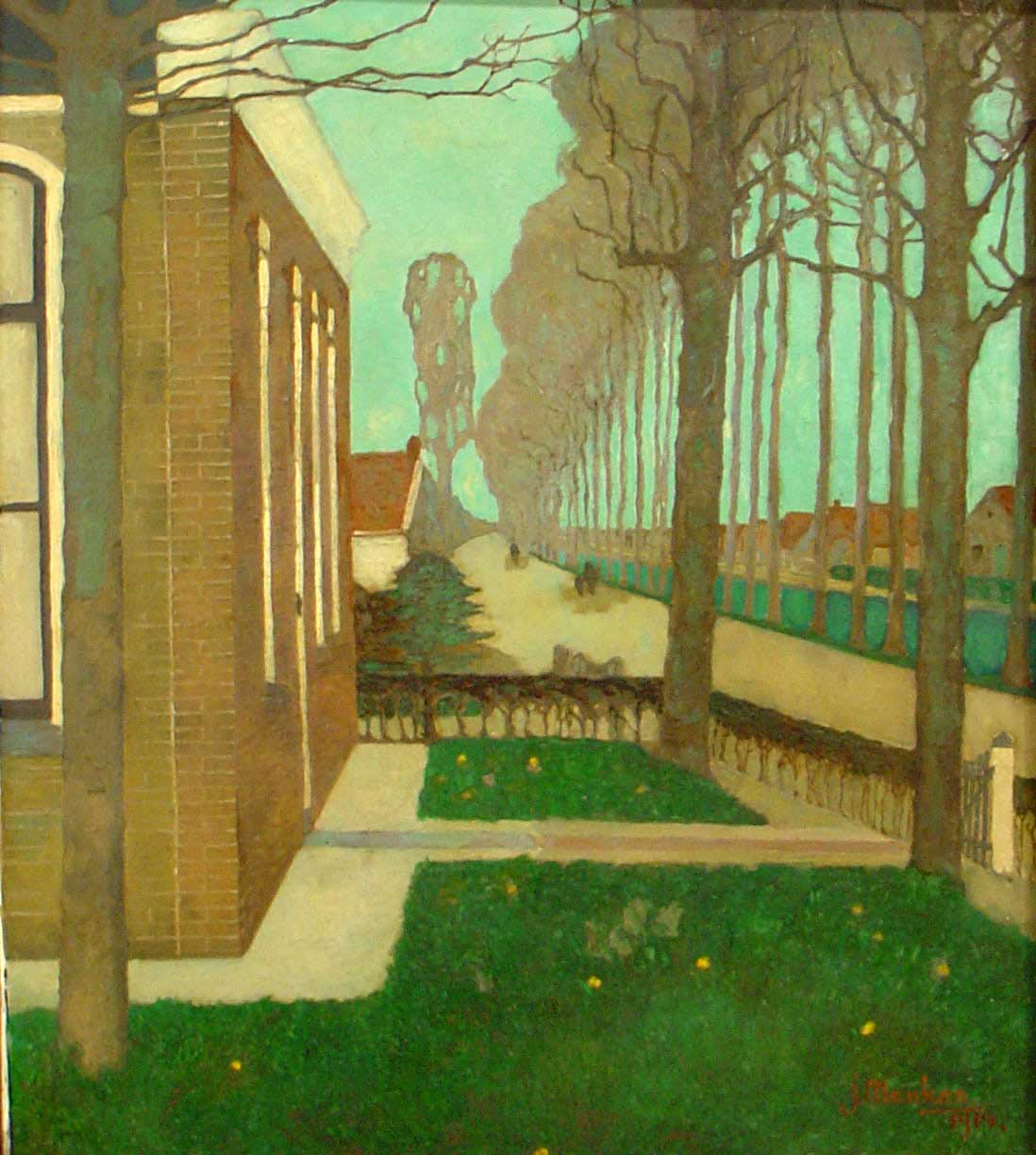
Weg langs de vaart in de Knijpe (1914), Museum Arnhem
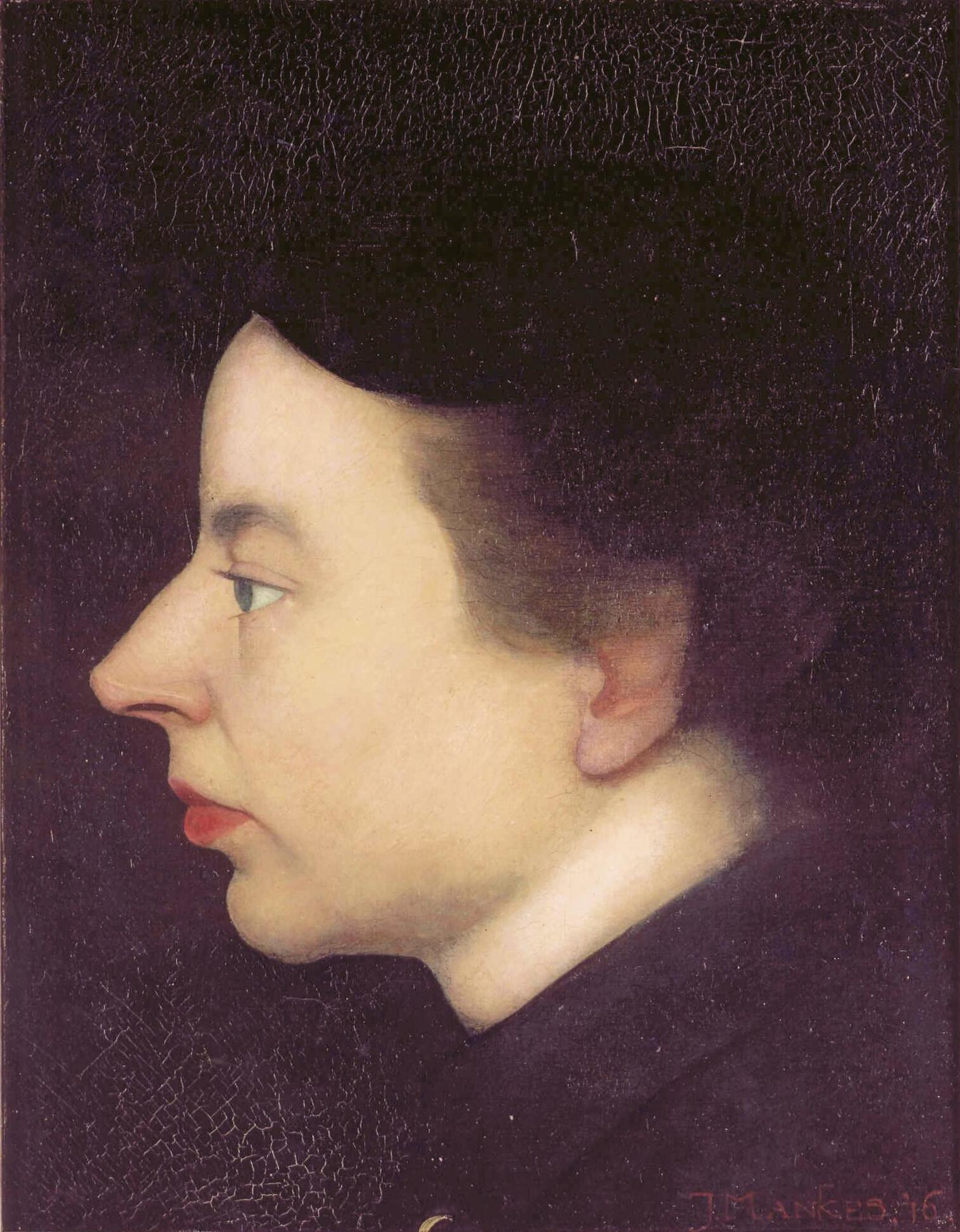
Anne Mankes-Zernike (1916), Fries Museum Leeuwarden
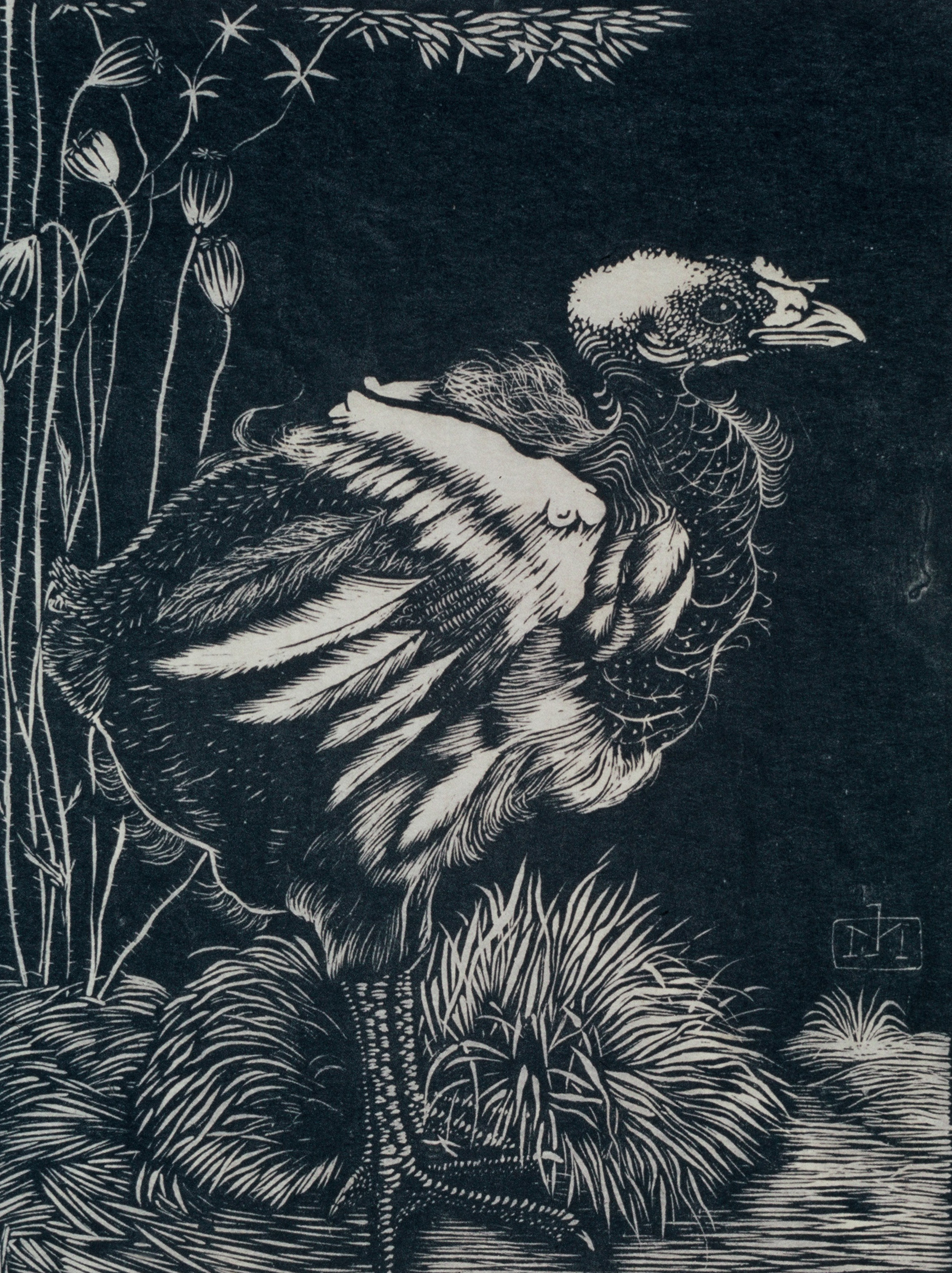
Nestkuiken (1917), Museum Arnhem
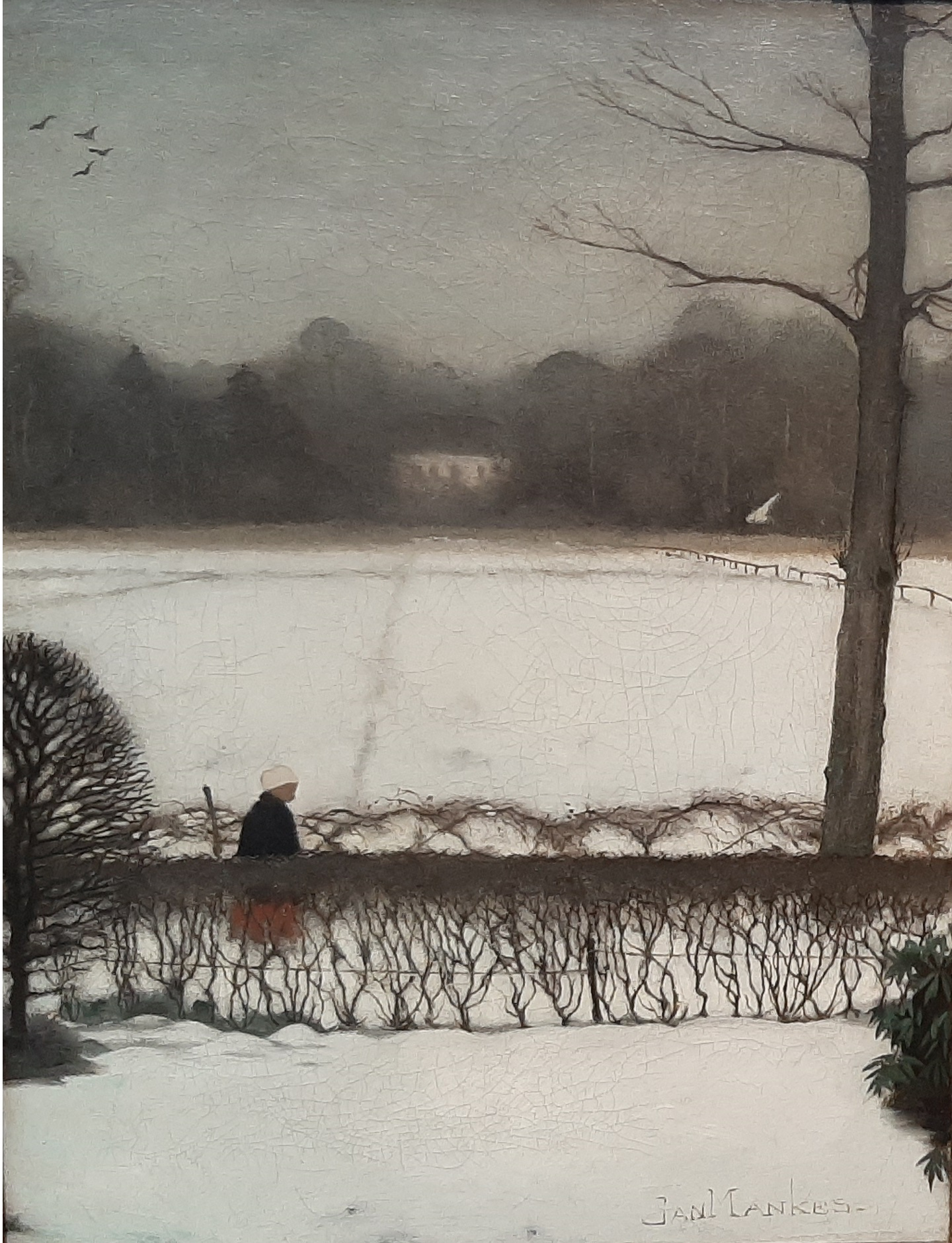
Uitzicht uit het atelier te Eerbeek (1917)

## Werk in openbare collecties (selectie)
- Museum Belvédère, Heerenveen
- Museum Arnhem
- Museum MORE, Gorssel
- Rijksmuseum Amsterdam[1]
- Fries Museum, Leeuwarden
- Museum Møhlmann, Appingedam